# European Geosciences Union

La European Geoscience Union o (EGU) è una associazione interdisciplinare aperta a persone che hanno un ruolo professionale o sono associate con le scienze della Terra, planetologia, scienze dello spazio e relativi studi.

## Descrizione
Si tratta di una unione internazionale non-profit di scienziati con oltre 12.500 membri provenienti da tutto il mondo. L'iscrizione è aperta a persone che sono professionalmente impegnati in bene o in relazione con geoscienze e scienze planetarie e spaziali e studi collegati.
Gli obiettivi di EGU sono la divulgazione e la promozione:
- delle Scienze della Terra del suo ambiente, della Planetologia e delle Scienze dello Spazio e,
- la collaborazione fra Scienziati.

EGU ha un portafoglio attuale di 16 diverse riviste scientifiche che utilizzano un innovativo formato open access. EGU organizza una serie di incontri di attualità, e diverse attività di educazione e sensibilizzazione.
La sua Assemblea Generale annuale è il più grande e più importante evento geoscienze europea, attirando più di 11.000 scienziati di tutto il mondo. Le sessioni del meeting coprono una vasta gamma di argomenti, tra cui vulcanologia, l'esplorazione planetaria, la struttura interna della Terra e l'atmosfera, il clima, così come l'energia e le risorse.

## Storia
EGU nasce il 7 settembre 2002 dalla fusione tra due organismi precedenti, la European Geophisical Society (EGS) e la European Union of Geosciences (EUG), oggi ha sede a Monaco di Baviera, in Germania.